# El perro del hortelano
El perro del hortelano ("De hond van de tuinman") is een Spaanse film uit 1996, geregisseerd door Pilar Miró. De film is gebaseerd op het gelijknamige 17e-eeuwse toneelstuk van Lope de Vega.

## Verhaal
Diana, hertogin van Belflor, is een slimme en aantrekkelijke jongedame die verliefd is op Teodoro. Teodoro is echter verloofd met Marcela, een hofdame van de hertogin. Gedreven door jaloezie en afgunst probeert Diana de twee geliefden te scheiden.

## Rolverdeling
| Acteur                | Personage |
| --------------------- | --------- |
| Emma Suárez           | Diana     |
| Carmelo Gómez         | Teodoro   |
| Fernando Conde        | Tristán   |
| Ana Duato             | Marcela   |
| Miguel Rellán         | Fabio     |
| Ángel de Andrés López | Ricardo   |

## Ontvangst

### Prijzen en nominaties
Een selectie:
| Jaar | Evenement                   | Categorie                   | Genomineerde                                           | Resultaat   |
| ---- | --------------------------- | --------------------------- | ------------------------------------------------------ | ----------- |
| 1996 | Mar del Plata (12de editie) | Gouden Ombú voor beste film | El perro del hortelano                                 | Gewonnen    |
| 1997 | Premios Goya (11de editie)  | Beste film                  | El perro del hortelano                                 | Genomineerd |
| 1997 | Premios Goya (11de editie)  | Beste regisseur             | Pilar Miró                                             | Gewonnen    |
| 1997 | Premios Goya (11de editie)  | Beste acteur                | Carmelo Gómez                                          | Genomineerd |
| 1997 | Premios Goya (11de editie)  | Beste actrice               | Emma Suárez                                            | Gewonnen    |
| 1997 | Premios Goya (11de editie)  | Beste bewerkt scenario      | Pilar Miró, Rafael Pérez Sierra                        | Gewonnen    |
| 1997 | Premios Goya (11de editie)  | Beste camerawerk            | Javier Aguirresarobe                                   | Gewonnen    |
| 1997 | Premios Goya (11de editie)  | Beste montage               | Pablo G. del Amo                                       | Genomineerd |
| 1997 | Premios Goya (11de editie)  | Beste artdirector           | Félix Murcia                                           | Gewonnen    |
| 1997 | Premios Goya (11de editie)  | Beste geluid                | Carlos Faruolo, Ray Gillon, Antonio Bloch              | Genomineerd |
| 1997 | Premios Goya (11de editie)  | Beste kostuums              | Pedro Moreno                                           | Gewonnen    |
| 1997 | Premios Goya (11de editie)  | Beste grime en haarstijl    | Juan Pedro Hernández, Esther Martín, Mercedes Paradela | Gewonnen    |
| 1997 | Premios Goya (11de editie)  | Beste filmmuziek            | José Nieto                                             | Genomineerd |